# Blektofsad hackspett
Blektofsad hackspett (Celeus lugubris) är en fågel i familjen hackspettar inom ordningen hackspettartade fåglar.

## Utseende och läte
Blektofsad hackspett är en karakteristisk hackspett med tydligt spetsig huvudtofs. Den mörkt kanelbruna ryggen är täckt med gula fjäll och övergumpen är gul. Vinpennorna är tvärbandade i kanelbrunt och undersidan är mörkt rostbrun. På huvudet syns ett rött mustaschstreck hos hanen, brunt hos honan. Vanligaste lätet är ett "wee-wee-week".

## Utbredning och systematik
Blektofsad hackspett delas in i tre underarter med följande utbredning:
- Celeus lugubris olrogi – förekommer i nordöstra Bolivia (Beni)
- Celeus lugubris lugubris – förekommer i centrala och östra Bolivia samt sydvästra Brasilien (västra Mato Grosso)
- Celeus lugubris lugubris kerri – förekommer från Paraguay och södra Mato Grosso i Brasilien till nordöstra Argentina

Andra inkluderar olrogi i nominatformen.

## Levnadssätt
Blektofsad hackspett hittas i områden med palmer i delvis lövfällande skog. Den ses även i savann och i torra chacoskogar. 

## Status och hot
Arten har ett stort utbredningsområde, men tros minska i antal, dock inte tillräckligt kraftigt för att den ska betraktas som hotad. Internationella naturvårdsunionen IUCN listar arten som livskraftig (LC).